# Hormando Vaca Díez
Hormando Vaca Díez (* 30. April 1949; † 9. Februar 2010 in Warnes) war Präsident des Senats (Cámara de Senadores) im Nationalkongress von Bolivien, Journalist, Anwalt und Parteiführer der bolivianischen Regierungspartei Movimiento de Izquierda Revolucionaria (MIR). Als Bewerber um den Präsidentenposten nach dem Rücktritt von Carlos Mesa verzichtete er nach Protesten gegen seine Person auf den Posten, mit der Behauptung, dass die öffentlichen Proteste durch Carlos Mesa und Evo Morales gesteuert worden seien. Er starb am 9. Februar 2010 nach einem Herzanfall in seinem Landhaus in der Stadt Warnes im Departamento Santa Cruz.